# قطعنامه ۱۹۹۴ شورای امنیت
قطعنامه ۱۹۹۴ شورای امنیت سازمان ملل متحد که در تاریخ ۳۰ ژوئن ۲۰۱۱ تصویب شد، سندی بین‌المللی دربارهٔ بررسی وضعیت خاورمیانه است. این قطعنامه طی نشست ۶۵۷۲ام با ۱۵ رای موافق، ۰ مخالف و ۰ ممتنع تصویب شد.